# Андаманский полосатый погоныш
Андаманский полосатый погоныш (лат. Rallina canningi) — вид птиц из семейства пастушковых. Видовое название присвоено в честь Чарлза Джона Каннинга. Подвидов не выделяют.

## Распространение
Эндемики Андаманских островов.

## Описание
Длина тела 34 см. Крупнейшие представители рода. Легко отличимы по глянцевому каштановому оперению, обширной жирной штриховке на нижней стороне тела, и относительно яркому яблочно-зелёному с узким беловатым кончиком клюву. Самцы и самки выглядят одинаково.

## Биология
В основном питаются червями, моллюсками и насекомыми (возможно, также мелкой рыбой). Перед проглатыванием крупных кузнечиков птицы встряхивают и бьют их.
В насиживании кладки принимают участие как самец, так и самка.